# Koktepe

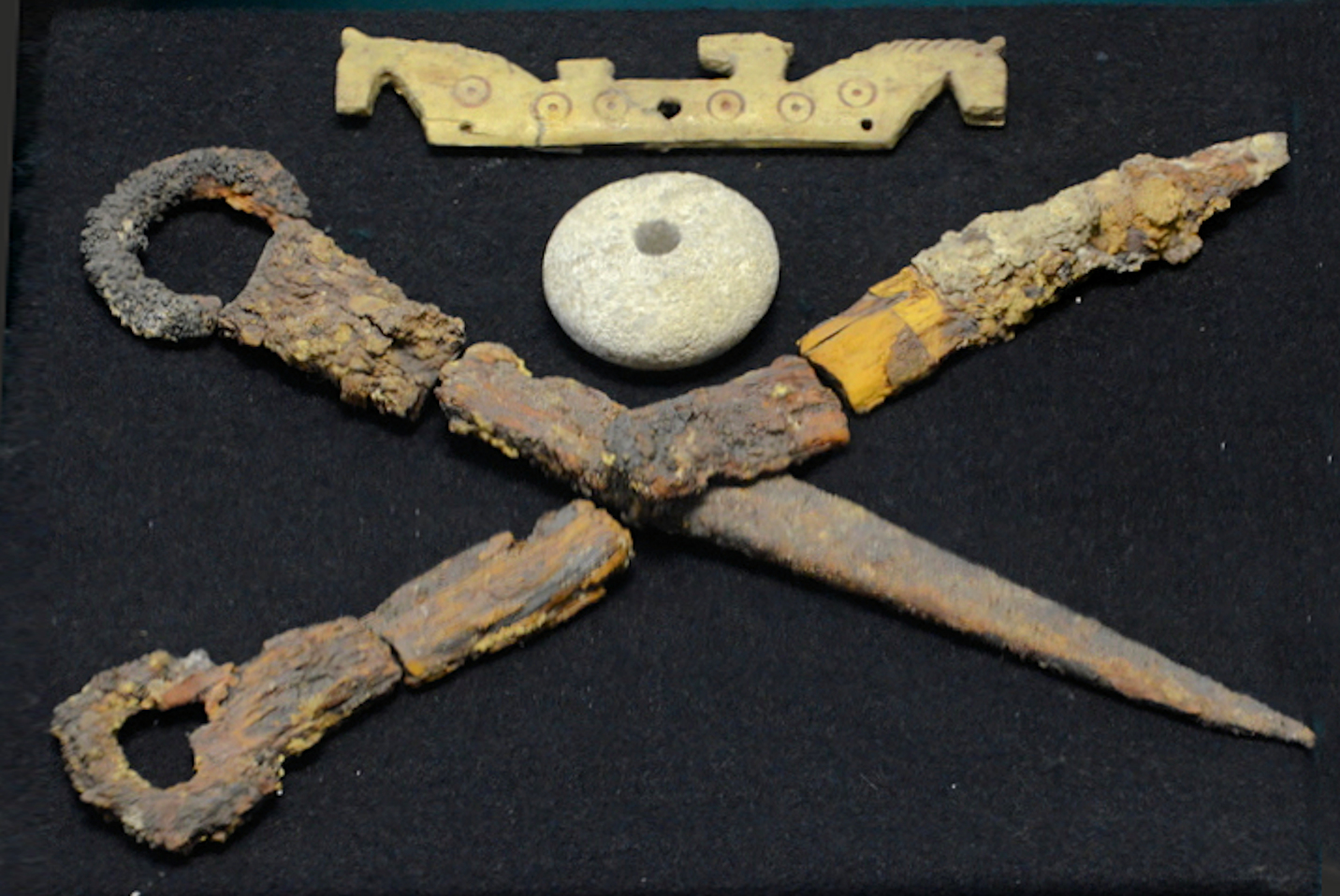
In Koktepe gefundene Grabbeigaben.

Koktepe (auch Kok Tepe) ist eine große Ausgrabungsstätte im heutigen Usbekistan, etwa 30 km nordwestlich von Samarkand gelegen. Es handelt sich um die Ruinen einer Stadt, die vom zweiten vorchristlichen Jahrtausend bis um 300 v. Chr. florierte. Der antike Name der Stadt ist unbekannt.
Der Ruinenhügel ist etwa 400 × 400 m groß. Im Südosten gibt es die Reste einer Zitadelle (auch als Akropolis bezeichnet). Bei Ausgrabungen konnten verschiedene Schichten unterschieden werden, die einzelne Etappen in der Stadtentwicklung darstellen. Es ließ sich oftmals beobachten, dass auf eine Stadt mit gebauter Architektur Schichten mit Bauten aus einfachen Holzstangen folgten. Dies mag andeuten, dass hier zeitweise Nomaden lebten.
Die sogenannte Schicht Koktepe I datiert an den Übergang von der Bronze- zur Eisenzeit (nach 1500 v. Chr.). Typisch ist vor allem bemalte, handgemachte Keramik. Damals scheint vor allem die ganze Zitadelle besiedelt gewesen zu sein. Nach dieser Phase war der Ort wahrscheinlich unbewohnt. Um 700 v. Chr. wurde die Stadt wieder besiedelt. Es konnten zwei monumentale Hofanlagen ausgegraben werden, die mit einer Mauer und Türmen befestigt waren. Um 550 v. Chr. wurden beide Anlagen verlassen, vielleicht als Folge einer nomadischen Invasion. Kurz darauf wurden zwei große Plattformen errichtet (Koktepe IIIa), die wahrscheinlich religiöse Funktionen hatten und mit der Ankunft der Achämeniden im Zusammenhang stehen. Es ist nicht sicher, wie lange die Achämenidenherrschaft in dieser Gegend dauerte. Aus der Periode Koktepe IIIb stammen Wohnbauten und Keramik in achämenidischer Tradition. Die Datierung der Schicht ist problematisch, so deuten die rechteckigen Ziegel der Wohnbauten an, dass die Siedlung eher in die frühe Seleukidenzeit datiert, aber vielleicht schon kurz vor Darius III. gegründet wurde. Koktepe IV datiert wahrscheinlich kurz danach, wobei die Stadt vermutlich schon bald wieder, vielleicht im Zusammenhang mit dem Feldzug Alexanders des Großen verlassen wurde. Aus der Zeit nach dem Graeco-baktrischen Reich stammen einige Bestattungen (Koktepe V), die vielleicht den Yuezhi zuzuordnen sind, die um 145 v. Chr. in diese Gegend eingefallen waren. Aus der Zeit kurz nach Christi Geburt stammt ein reich ausgestattetes Frauengrab unter einem Hügel (Koktepe VI). Es fanden sich ein chinesischer Spiegel, ein Weihrauchbrenner, eine Bronzegefäß und 345 goldene Gewandteile. Die Bestattung ähnelt auffällig denen von Tilla Tepe.

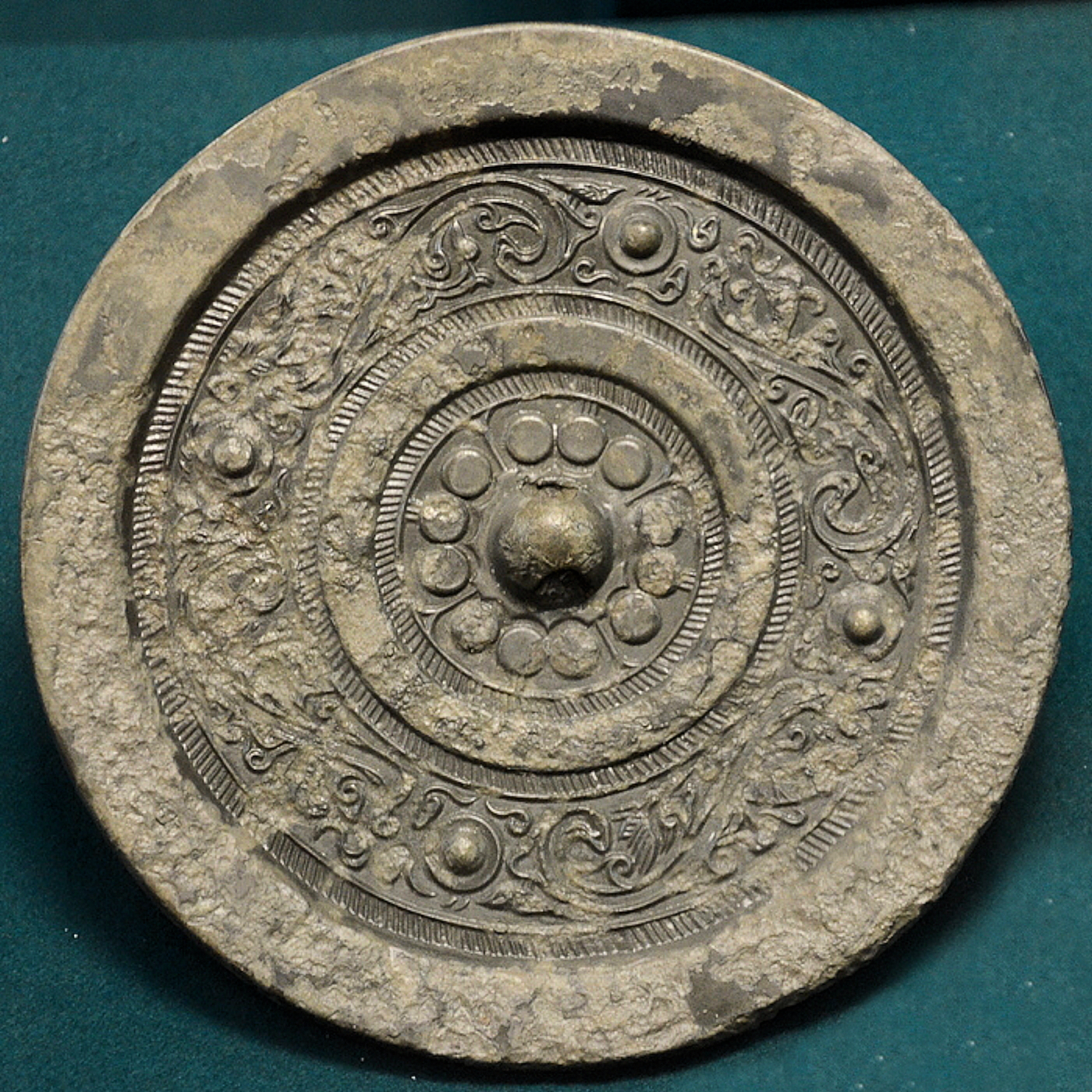
Der in Koktepe gefundene chinesische Spiegel